# Chimarra suthepensis
Chimarra suthepensis är en nattsländeart som beskrevs av Chantaramongkol och Malicky 1989. Chimarra suthepensis ingår i släktet Chimarra och familjen stengömmenattsländor. Inga underarter finns listade i Catalogue of Life.